# Cong Su
Pour les articles homonymes, voir Cong.
Dans ce nom chinois, le nom de famille, Cong , précède le nom personnel.
Cong Su (chinois simplifié : 苏聪 ; chinois traditionnel : 蘇聰 ; pinyin : Sū Cōng), né en 1957 dans la province de Tianjin, est un compositeur chinois.

## Biographie
Il étudie au Conservatoire central de musique de Pékin, puis en Allemagne. Il enseigne la théorie musicale, l'analyse musicale, la musique de film et la musique de ballet à la Musikhochschule de Munich. Depuis 1991, il est professeur de composition cinématographique et médiatique à la State Film Academy dans la région de Stuttgart.
Avec Ryūichi Sakamoto et David Byrne, Cong a remporté l'Oscar de la meilleure musique originale pour le film de Bernardo Bertolucci Le dernier empereur lors de la 60e cérémonie des Oscars 1987 ; l'album de la bande originale a remporté le prix de la meilleure bande originale pour les médias visuels lors de la 31e cérémonie des Grammy Awards en 1989.
Cong a également composé d'autres bandes originales de films, principalement pour des films asiatiques. 